# 五福星 (ラーメン店)

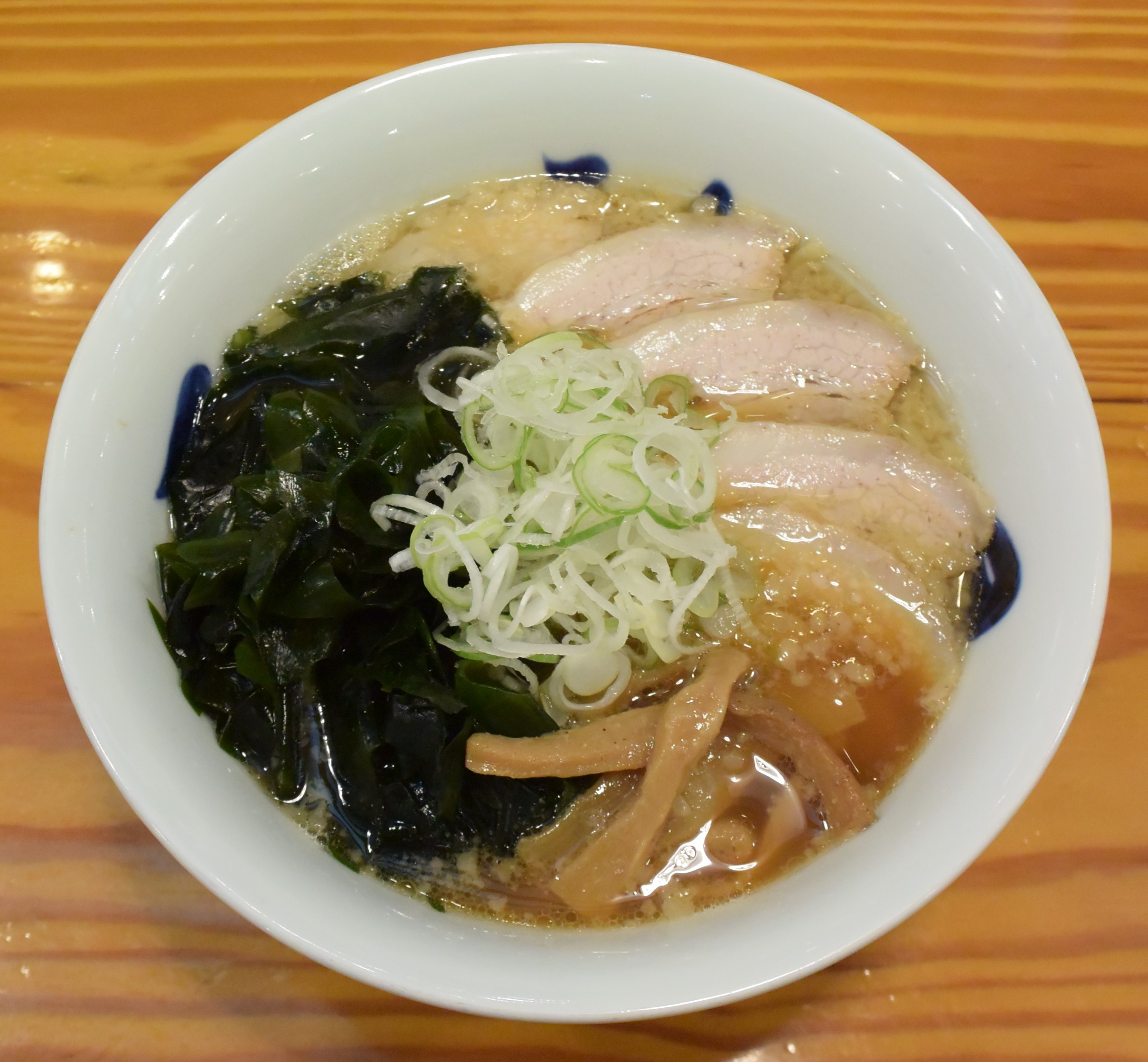
五福星・肉ワカメラーメン

五福星（うーふーしん）は、有限会社豚豚拍子が運営する、宮城県仙台市泉区に存するラーメン店。1992年4月8日創業:22。代表者は早坂雅晶。2021年11月3日「東久邇宮文化褒賞」受賞:36。

## 沿革
- 1992年（平成4年）
  - 4月 - 仙台市青葉区木町通[1]で、妻の早坂てるこ[5]:27[6]と創業[2]:22。

- 2006年（平成18年）
  - 6月 - 仙台市泉区野村に移転[2]:22。

- 2008年（平成20年）
  - 8月 -  製麺中の事故で利き手である右腕を失う[7]も2ヵ月半で復帰[8]:18。

- 2009年（平成21年）
  - 1月 - 東北じゃらん主催の「人気ラーメン都市別ラーメンランキング」で宮城県仙台市部門で第2位を受賞[9]:30。
  - 4月 - KHB東日本放送主催の番組「あなたが選ぶ東北のラーメンベスト10」で第1位を受賞[10]:9[11]:42。

- 2010年（平成22年）
  - 9月 - 大つけ麺博実行委員会主催の「大つけ麺博」に初出店[12]。

- 2011年（平成23年）
  - 3月 - 東日本大震災が起こる。早坂は被災地での炊き出しを真っ先に行い[2]:22、「ブタみそらーめん」[13]:172を振舞う。その後も各地で支援を継続[2]。
  - 11月 - 日清食品から「日清行列のできる店のラーメン 仙台・五福星（豚味噌ラーメン）」を発売[14]。

- 2012年（平成24年）
  - 5月 - 早坂が日本ラーメン協会の理事に就任[15]。
  - 11月 - 「ラーメンWalkerグランプリ[注 1]2012本気ランキング」の宮城総合部門で800軒以上ある店の中から[17]:4第1位を受賞[18][17]。

- 2013年（平成25年）
  - 10月 - 「ラーメンWalkerグランプリ2013本気ランキング」の宮城総合部門で第1位を受賞[19]:16,17。2年連続総合ランキング第1位[7]:11により殿堂店入りする[20]:95[21]。

- 2016年（平成28年）
  - 11月 - 「3・11 POWER of LIFE in SHOGAMA MIYAGI」において塩竃市の東日本大震災からの復旧・復興への支援に対し、球州ラーメンプロジェクト（代表理事 河原秀登[22]）から感謝状を受賞。

- 2017年（平成29年）
  - 4月 - 沖縄県医師会（会長 安里哲好）が主催した、食と健康を考える「第1回うりずんフェスタ」[23]に出場[24]し、「琉球シルク麺黒糖つけそば」[24]で「第1回うりずんレシピ大賞最優秀賞」を受賞[25]。
  - 11月 - 日本ラーメン協会の理事就任[15]以来、協会の活動[26][27]を通じラーメン業界の発展・向上への貢献に対し、日本ラーメン協会から功労賞を受賞。

- 2018年（平成30年）
  - 1月 - 仙台市食品衛生協会（会長 望月寛）から食品衛生優秀な店として推奨（仙食推奨第48号）を受ける。
  - 7月 - SARAHが主催する「JAPAN MENU AWARD 2018 上半期」[28]の「東北つけ麺部門」で「納豆スムージーざる中華」[29]:71～74,77[30]が「三つ星」[31]、「東北ラーメン濃厚部門」で「肉そば」[32]:115が「二つ星」を受賞[33]。
  - 12月 - 「JAPAN MENU AWARD 2018 下半期」の「東北つけ麺部門」で「納豆スムージーざる中華」が「三つ星」を受賞[34]。

- 2020年（令和2年）
  - 2月 - 早坂などが中心となり「背脂生姜醤油ラーメン＆つけ麺プロジェクト」[35]を立ち上げる[36][37]。

- 2021年（令和3年）
  - 11月 - 早坂の多年にわたる社会貢献、指導教育[38][39]:37の1段目[40]:243などの功績に対して東久邇宮記念会（名誉総裁東久邇盛厚）から「東久邇宮文化褒章」を受賞[4]:36。
  - 11月 - ところざわサクラタウン内の「ラーメンWalkerキッチン[41]（所沢市東所沢）」に我武者羅とスペシャルコラボ出店[42][43]。早坂は出店やチャレンジ店主へのアドバイスを行う「スーパーバイザー」に招聘される（2020年10月現在）[44][45]。

- 2022年（令和4年）
  - 1月 - 「JAPAN MENU AWARD 2021」の「東北つけ麺部門」で「納豆スムージーざる中華」が「一つ星」を受賞[46]。

## 特徴

### 片腕からの再出発
- 早坂は1968年宮城県生まれ[5]:27。1983年仙台市立五橋中学校卒業[11]:42。元々、ペンションや喫茶店の経営を夢見て16歳のときに洋食店で働いていた[47]:232。20歳のときに親戚が経営する喜多方ラーメンの老舗「北方らーめん（福島県郡山市）」[7]:11を訪れた際、ラーメンの奥深さにはまり込み、ラーメン職人になることを決意[11]:44の3段目。そこでの修行を重ね、23歳で独立[47]:232、1992年4月仙台市青葉区木町通[1]で創業[2]:22。

- 当時、付き合いがあった一流の経営者達から言われた「一番ではなく、一流を目指せ」[11]:45の2段目の言葉に感化され、東京進出やフランチャイズなどの話も断り、あえて店も仙台市の郊外の泉区野村に移転[10]:16。ここに客を呼ぶことが出来る一流の店になる気概で、日頃、真摯に努力を積み上げた結果、店の営業は順風満帆となる[11]:45の2段目。その様子を見た地主・香港の財界人などから共同で商売することを持ち掛けられ、これに乗って東北一の歓楽街である国分町で店を開業するも3ヵ月で閉店[11]:45の3段目。開業資金など1億円[11]:45の3段目の借金全てを被るが、もう一度死ぬ気でやろうと思い直し、妻と共に店を切り盛りする中で少しずつ客足が戻る[11]:45。

- そのような中、日頃の激務で疲労・疲弊していたのか、2009年夏の朝、一度に30キロもの小麦を処理出来る製麺機での作業中、粘りが強く湿った生地[47]:233,234のため利き右腕を持っていかれ、上腕二頭筋の辺りから千切れるという大事故に遭い、死にかける[11]:45の4段目。借金がまだ残っていることを考えると破産した方が楽だったが、「店を続けたい、守りたい」との妻やスタッフたちが早坂が復帰する年末まで何とか店を持続[11]:46の1段目。大事故から2ヵ月半で復帰した[47]:234[8]:18早坂は、皆の頑張りに絆され、まだリタイア出来ないと腹を括り直し、またやれるところまで皆で頑張ることとした[11]:46の1,2段目。その結果、2010年春、KHB東日本放送主催の番組「あなたが選ぶ東北のラーメンベスト10」で第1位を受賞[10]:9[11]:42,46。

### 「いのち」をつなぐ温かいラーメン
- 2011年3月、東日本大震災が起こり、仙台市を含む宮城県沿岸が襲われ、壊滅状態になる[10]:9。自身に悲劇があった早坂は地震や津波による被害で「生きる気力」をもなくしてしまった[10]:14被災者に深く心痛する[47]:234。さらに借金が嵩むことを覚悟し迷いなく直ちに、やり切れない怒りは鎮めて冷静に行動する[10]:10～12,17。店は当分の間、休業し、宮城県防災課[11]:43の4段目から日本ラーメン協会[11]:43の3段目などに支援要請し緊急車両扱いを受けた[11]:43の4段目マイクロバスに、製造業者やセブンイレブン・ジャパン[11]:43の3段目[47]:234などの協力も得て、食料・発電機・調理器具などを積み込み、壊滅的な被害を受けた震災の中心地である三陸沿岸の気仙沼市に向かう[10]:13,14。

- まだ寒い時期で、ライフラインが一切絶たれ、孤立状態にあった避難所では、灯油が不十分で火の確保が出来ず、支援物資も乏しかっため被災者は冷たいものや固い物を食べて我慢していた[11]:42の3,4段目ため、炊き出しで体が温まるラーメンが振舞えないか[10]:18と思案。水が自由にならない避難所で食べたら喉が渇くようなものを出してはいけない[48]:166、不足しがちな栄養も補いたいとの思いで考え抜き「ブタみそラーメン」[48]:166[13]:172を完成させる[10]:18,19。

- このラーメンは「仙台味噌」を使用[48]:166[13]:172。具材の大根やゴボウは大き目に切って芯まで煮込むため熱々、スープ・豚肉[13]:172と共に出汁も丸ごと食べられる[48]:166[13]:172ため食べ応えがあるうえに保温効果もあり、盛り付けてからも暫く冷めない[10]:19。塩はまろやかで旨味があるミネラルが豊富な食べても余り喉が渇かないものを使用[10]:19。塩分を控えたことの物足りなさを感じさせないため、気仙沼地域の郷土料理「あざら汁」[10]:19をヒントに仙台の老舗酒造店から無償提供された「酒粕」[48]:166[13]:172でコクを出した。これは食べた人の体を内側から温め、多量のアミノ酸を含むため弱った体力を支える強力なサプリメントの役割を果した[10]:19,20。このように食べる人のことを考え抜いた被災地発祥のラーメンは収益の一部を被災地への義援金（「あしなが育英会」[10]:22）に充てることなどを条件に日清食品からカップ麺「豚味噌らーめん」として全国発売される[14][10]:20～22。

- 全国のラーメン店・量販店・製粉会社などの応援[10]:22～24もあり、北は岩手県陸前高田市から南は宮城県山元町まで一日に時には複数個所で[10]:22炊き出しを行った結果、震災年の年末迄でラーメンを単独で2.5万杯、協力し合った他店との合計では10万杯を提供[47]:234,235。その後も借金は嵩んだものの、ラーメンを通じて被災地を支えようという早坂の当初の姿勢にブレはない[10]:27,28。求められる支援の形に添って、宮城県七ヶ浜の障がい者施設「みお七ヶ浜」[10]:28が運営している授産所をラーメン店「とうふ屋ら～めん」[11]:44の2段目へとリニューアルオープンさせ、知的障がいを持つ若者たちをサポートするなど支援活動は内容を変えながら現在も継続している[10]:28～30[11]:43,44,46。

### 体にいいラーメンを追求
- 2006年の冬、自家製麺[49]:88の方法を老舗ラーメン店「めん処久太（山形県鶴岡市）」[50][51]に学ぶ[5]:27の2段目。その頃、吸収力がいい高たんぱく質で保湿効果、美容効果[39]:38の2段目があることから医療・美容界からも注目[21]:11されていた「食用のシルク（絹）」[52]:12も教えてもらう[5]:27の2段目。早坂が作る自家製麺は、加水率が45～50%前後[53]:58[54]:32の伸びにくい[55]:68多加水麺（低かんすい[56]:173）で、水分が多いため消化され易く体にいいものであるが、加水率が高くなるほど製麺は難しくなる[5]:27の4段目。そこで、氷とつなぎの水溶性（ゲル状）[17]:5シルクを混ぜて温度を下げて氷点下で麺を打つ「氷点製麺法」[52]:12[57]:21を考案し、グルテンの構成[58][8]:153まで配慮した「シルク麺（絹織麺）[39]:38の2段目」[59]:33を完成する[5]:27の4段目。これは、つるり[60]と艶やかでプリプリ[56]:173し、時間が経過しても伸びない特徴があり[39]:38の3段目、つなぎに卵が使用されないため、卵アレルギーの人も安心して食べられるものである[49]:86[54]:32。

- 味の要に沖縄宮城島の海塩「ぬちまーす（命の塩）[注 2]」を使用[2]:23[17]:5。塩を取り過ぎると高血圧を招くと言われるが、これは塩に含まれるナトリウムの過剰摂取が原因で、このナトリウムを体の外へ排出するのが「カリウム」というミネラルであり、人体にとって重要な役割を持っている[39]:38の1段目。ぬちまーすはカリウムをはじめとする21種類のミネラルがバランスよく含まれ[39]:37の3段目、38の2段目、世界で最もミネラルを含んだ塩としてギネスにも認定[39]:38の2段目された高級[2]:23塩。食材の持ち味を最大限に引き出し、優しい味に仕上げてくれる[7]:11ものである。

- その他、チャーシューは、豚を健康に育てる「平田牧場（山形県酒田市）」の「金華豚」と「三元豚」を使用[39]:38の3段目。トッピング[4]:36の「生ワカメ」は極寒で旬の時期の2月に採られる気仙沼大島産[49]:85で漁師直送のもの[61]:66[54]:30で、海水ごとマイナス60度以下[39]:38の3段目の急速冷凍保存[57]:35[4]:36で毎朝「浜ゆで」して使用するため栄養・風味・食感が維持されている[59]:33。店で使う水[62]は、磁気を通して豊富なマイナスイオンを発生させる特殊な活水器を使い、調理によって水の分子の大きさまでを使い分けている[39]:38の3段目。

- メニューは、事前のボイルや圧力釜を使った下拵えで余分な脂や臭みを出し切った[63]:13の1段目背脂が覆う[53]:58、豚骨と魚介ダシ（鯵・スルメ[63]:13の1,2段目・昆布[9]:30など）をブレンドしたダブルスープ[64]:22,23[17]:5と自家製の縮れ中太多加水シルク麺[19]:16と圧力釜[47]:232で煮込んだチャーシュー（三枚肉[65]・バラ肉[66]:49[67]:67）で構成される「肉そば」[64]:22,23、これに生ワカメがトッピング[4]:36された「肉ワカメラーメン」[54]:32、塩ダレにぬちまーすを使用した塩ラーメンの「朝ラー」[61]:66、平田牧場の金華豚[40]:240,241,243を使用し、土壌改良して蘇生した樹からとれた黄色の「梅庵宗久（宮城県蔵王町）」[68]製の完熟梅[69]と高知産[55]:68[70]:68の生姜で作る「梅生姜」が中央に添えられた「金華豚のチャーシューメン」[55]:68。その他、スープで捏ね上げた皮[8]:18に臭いに配慮してニラ・ニンニクを一切入れずに[49]:84具の半分以上が野菜と豆腐[56]:18で構成された「皮も手づくり餃子（赤のピリ辛、白のポン酢）」[8]:18、コレステロール値の低い地卵を半熟でニンニクや生姜・八角・山椒・ローリエなどを加えた醤油に3日間付けた[63]:13後、4日目に燻製で仕上げる[71]:7濃厚でスモーキー[65]な「熟玉」[8]:18[29]:72,77など。

- だし中華（朝ラー）
- 皮も手づくり餃子（赤のピリ辛）
- 梅生姜
- 平田牧場の金華豚

- 2020年2月、早坂と我武者羅（渋谷区幡ヶ谷）の蓮沼司を中心に全国のラーメン店主有志が集まり「背脂生姜醤油ラーメン＆つけ麺プロジェクト」[35][37][36]を立ち上げた。発足の趣旨はラーメンに生姜と背脂を使用して美味しく、体にいい[55]:68[70]:5ラーメンを提供すること[36]。じっくりと炊いて油分を抜いた背脂はヒアルロン酸やコラーゲンなどの成分を取ることが出来て、昔から最高の生薬として重宝された生姜は現代人に不足している種子類・根菜類を補い、食欲増進・血行促進・解熱殺菌・健胃整腸作用などの効果がある[36]:1。なお、「背脂生姜醤油ラーメン」[55]:68[70]:5などは、2020年8月現在、北海道から京都にかけて28店舗[37]で提供されている。

## 催事・イベントなど
- 2010年9月 - 大つけ麺博[12]
- 同年11月 - 東京ラーメンショー2011[72]
- 2011年10月 - 大つけ麺博[73]
- 同年11月 - 東京ラーメンショー2011[74][75]
- 2012年10月 - 大つけ麺博 日本一決定戦[76][77]
- 2013年10月 - 大つけ麺博 日本一決定戦2[78]
- 同年11月 - 東京ラーメンショー2013[79][80][81]
- 2014年9月 - 鶴遊館（青森県北津軽軍鶴田町）で、西北五精神障害者家族連合会が主催した学習交流会で、「働く理由と生きる理由」を題目に講演[82]
- 同年10月 - 大つけ麺博 第1回みんなで選んだご当地つけ麺GP[83]
- 同年10月 - 東京ラーメンショー2014[84]
- 2015年5月 - 五福星、琉球麵茉家、飯田商店でコラボレーションイベント[85]
- 2017年4月-五福星、25周年プレゼンツ 朝ラーメン開始新メニューだし中華がスタート（7:30-10:00退店）
- 同年10月 - 大つけ麺博プレゼンツ つけ麺vsラーメン 本当にうまいのはどっちだ決定戦[86]
- 2018年1月 - 日本蕎麦かふう（那覇市久茂地）で「一日だけの琉球五福星」名義で「琉球シルク麺」PRイベント[87]
- 同年・2019年 - むぎくらべに期間限定出店[88]

## メディア
- 2011年10月 - news every.[89]
- 同年11月 - ZIP![90]
- 同年11月 - 朝だ!生です旅サラダ[91]
- 2018年11月 - サタデーウォッチン![92]
- 2019年4月 - OH!バンデス[93]
- 2020年3月 - OH!バンデス[94]
- 同年7月 - 朝だ!生です旅サラダ[95]
- 同年11月 - オガッタ!?[96]
- 2021年1月 - ラスボスさぁぁぁん![97]
- 同年2月 - ラーメンWalkerTV2[98]
- 同年3月 - ワールドビジネスサテライト[99]
- 同年6月 - 朝だ!生です旅サラダ[69]
- 2022年4月 - ラーメン王子が行く[100]